# Tiszapéterfalva község
Tiszapéterfalva község (ukránul: Пийтерфолвівська сільська громада, magyar átírással: Pijterfolvivszka szilszka hromada) alapfokú közigazgatási egység (község, ukránul hromada) Ukrajna Kárpátontúli területének Beregszszászi járásában. Székhelye Tiszapéterfalva (Pijterfolvo). Területe 194,9 km², lakossága 2020-as becslés szerint 19 702 fő. A község tanácsának élén 2020-tól Oroszi József (Joszip Pavlovics Oroszi) polgármester áll, akit a 2020-as ukrajnai helyhatósági választáson a KMKSZ jelöltjeként nevetlenfalu polgármesterének választottak meg.
Az ukrajnai közigazgatási reform során, 2020. június 12-én hozták létre az egykori Nagyszőlősi járás hat tanácsának, a tiszapéterfalvai, a nagypaládi, a szőlősgyulai, a nevetlenfalui, a csepei és a feketeardói falusi tanácsok összevonásával.

## Települései
A községhez 16 falu tartozik:
- Tiszapéterfalva
- Batár
- Tiszabökény
- Forgolány
- Nagypalád
- Fertősalmás
- Szőlősgyula
- Újakli
- Akli
- Aklihegy
- Feketeardó
- Hömlőc
- Csomafalva
- Csepe
- Tiszahetény
- Nevetlenfalu